# KV50
KV50 es una tumba egipcia del llamado Valle de los Reyes, situado en la orilla oeste del Nilo, a la altura de la moderna ciudad de Luxor. Fue descubierta en 1906 por Edward Ayrton cuando trabajaba al servicio de Theodore Davis, pero su emplazamiento se ha perdido en la actualidad en una montaña de escombros. Aun así, sabemos que se halla muy cerca de KV51 y KV52, también desaparecidas en el triángulo formado por KV35, KV36 y KV49.
La sorpresa de Ayrton tuvo que ser mayúscula cuando descubrió que los propietarios de KV50, la primera de un grupo de tres tumbas vecinas (las 50, 51 y 52) hoy llamadas «Tumbas de Animales», no eran miembros de la familia real o de la alta nobleza, sino simplemente un perro y un mono además en un estado de conservación envidiable. Más tarde, con el inmediato desescombro de KV51 y KV52, acabó por concluirse que los tres sepulcros formaban parte del cementerio de las mascotas de algún rey amante de los animales, posiblemente Amenhotep II, dada la cercanía de su tumba.
Aunque muy similar en tamaño y en estructura a KV52, KV50 es un poco menor a ésta, y según se cree de planta regular y casi completamente acabada. Sigue el mismo perfil que las otras tumbas de animales, con un pequeño pozo de entrada (A) y una única sala rectangular bien excavada y pulida (B) donde fueron encontradas las momias de un perro y un mono. Pese a que el modesto sepulcro carece de decoración y de cualquier mención a un monarca en concreto, por la estructura se puede adivinar que fue construida en tiempos de la dinastía XVIII.

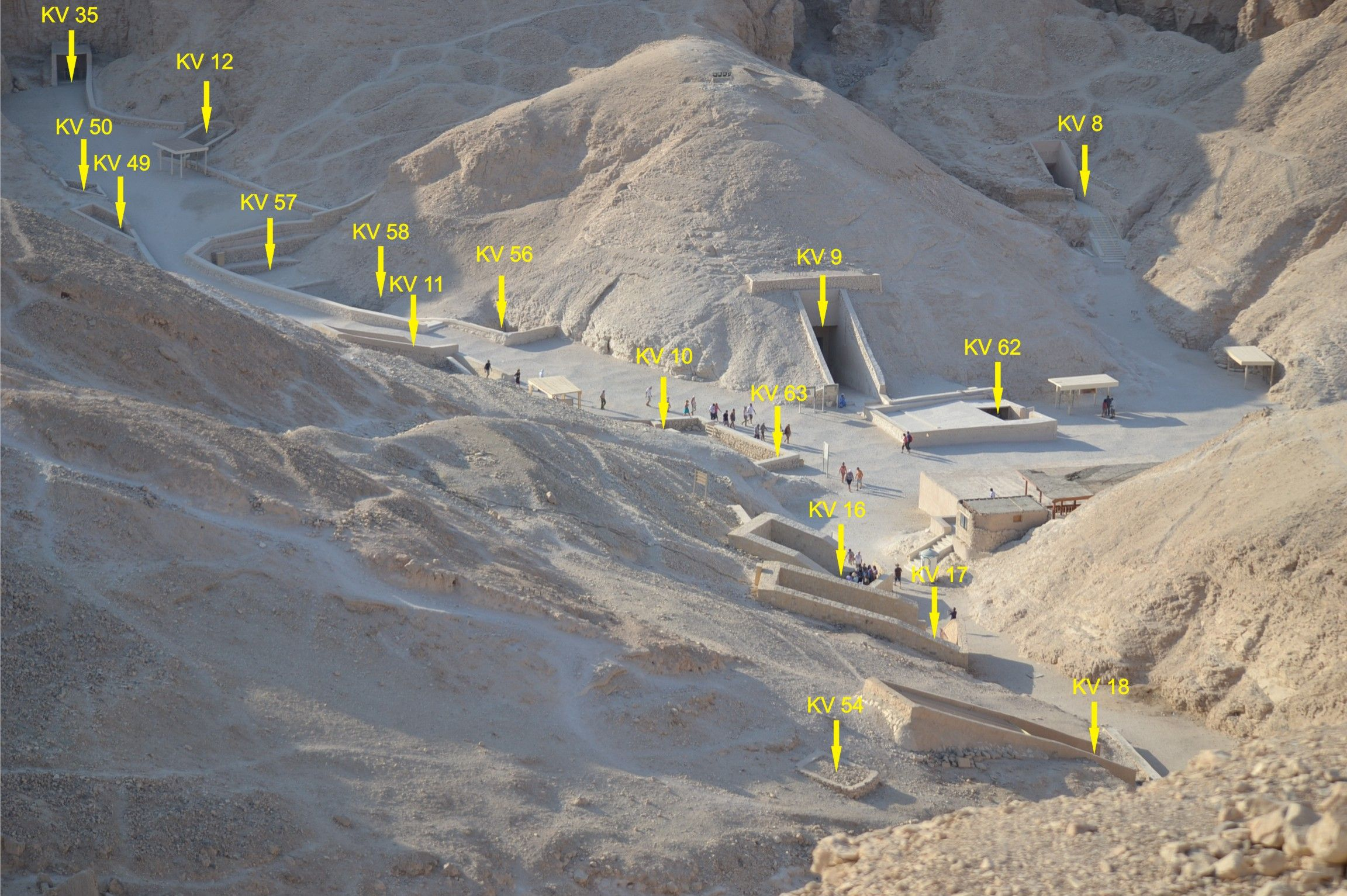
Localización de la Tumba KV50

En el momento de su descubrimiento la tumba ya había sido desvalijada, si bien es cierto que sabemos que estos animales tenían su propio ajuar funerario, con joyas incluidas. Aparte de los dos insólitos ocupantes de la tumba, se encontraron restos de un sarcófago de madera, sin duda perteneciente a una de las momias, que se hallaban apoyadas en la pared mirándose la una a la otra cuando Ayrton entró por primera vez en aquel lugar.

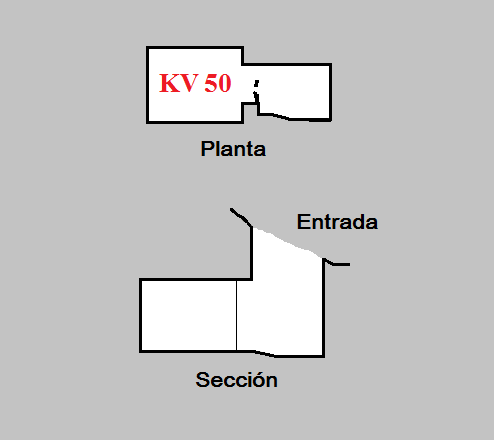
Plano de la Tumba KV50